# Самовар
Самоварът е уред за правене на чай в Русия, Иран, Азербайджан и някои други страни. Съставен е от централна част, в която се слагат въглища, за да се затопли водата. Долната (по-голяма) част се пълни с вода, а в горното чайниче се вари много силен черен чай (запарка). След това запарката се разрежда с гореща вода от кранчето на основната долна част.
Уреди от подобен тип са извести отдавна в Китай, Япония („хого“, „чибати“), Иран, даже в Древен Рим. В Русия самоварът за приготвяне на гореща вода за чай започва да се използва от 17 век, като придобива голямо разпространение, ставайки част от националната култура. Колекции от самовари с художествена и антикварна стойност могат да се видят в много руски музеи.
През 20 век самоварите започват да работят на електричество, заменят се от чайници, поставяни на електрически котлони. От средата на 1990-те и те масово излизат от употреба, изместени от евтините и по-удобни електрически кани с функция за автоматично изключване след завиране на водата.